# 1940 у кіно

## Події
Побачив світ перший мультфільм із серії Том і Джеррі.

## Фільми

### Світове кіно
- Аварійна команда /  США, (реж. Едвард Дмитрик)
- Багдадський злодій /  Велика Британія, реж. Людвіг Бергер, Майкл Пауелл і Тім Велан
- Грона гніву /  США, (реж. Джон Форд)
- Єврей Зюсс /  Третій Рейх, (реж. Файт Харлан)
- Мільйон років до нашої ери /  США, (реж. Гарольд Роуч)
- Піноккіо /  США, (реж. Волт Дісней)
- Чотири сини /  США, (реж. Арчі Мейо)

## Персоналії

### Народилися
- 1 січня — Йоанна Єндрика, польська акторка кіно, театру і озвучування.
- 11 січня — Жак Лурселль, французький кінокритик, історик кіно та сценарист.
- 20 січня — Яна Брейхова, чеська акторка театру і кіно.
- 29 січня — Кетрін Росс, американська акторка театру і кіно.
- 9 лютого — Гончаров Володимир Максимович, радянський і український режисер, аніматор, художник.
- 14 лютого — Князєв Володимир Андрійович, український організатор кіновиробництва.
- 15 лютого — Крупенникова Катерина Євгенівна, радянська українська акторка.
- 18 лютого — Пірцхалава Гурам Миколайович, радянський і грузинський актор.
- 19 лютого — Ахметов Руслан Юсупджанович, радянський актор.
- 20 лютого — Павло Лебешев, радянський і російський кінооператор і актор.
- 25 лютого — Шарикіна Валентина Дмитрівна, радянська та російська акторка театру й кіно.
- 29 лютого — Покровська Аліна Станіславівна, російська радянська акторка
- 3 березня:
  - Георгій Мартинюк, радянський і російський актор театру і кіно.
  - Губанова Ірина Ігорівна, радянська, російська кіноакторка.
- 9 березня — Голубкіна Лариса Іванівна, радянська і російська акторка театру і кіно, співачка.
- 13 березня — Олійник Валентина Петрівна, радянський, український режисер по монтажу
- 25 березня — Прошкін Олександр Анатолійович, радянський і російський кінорежисер, сценарист і актор.
- 26 березня — Зайцев Дмитро Євгенович, радянський, білоруський кінооператор, кінорежисер, сценарист.
- 27 березня — Антанас Шурна, литовський актор театру та кіно.
- 6 квітня — Славіна Зінаїда Анатоліївна, радянська і російська акторка театру і кіно.
- 14 квітня — Джулі Крісті, британська акторка.
- 24 квітня — Майкл Паркс, американський актор та співак (пом. 2017).
- 25 квітня — Кононов Михайло Іванович, радянський і російський актор театру і кіно.
- 5 травня — Юзовський Михайло Йосипович, радянський кінорежисер і театрознавец.
- 9 травня — Гула Інна Йосипівна, радянська акторка театру і кіно.
- 11 травня — Жанна Прохоренко, радянська і російська акторка театру і кіно, народна артистка РРФСР (1988).
- 15 травня — Світлична Світлана Опанасівна, радянська і російська акторка театру і кіно українського походження.
- 7 червня — Башкатов Валерій Іванович, радянський, український кінооператор.
- 10 червня — Ямковий Леонід Семенович, український кінодраматург.
- 19 червня — Уралова Євгенія Володимирівна, радянська, російська акторка.
- 20 червня — Корєнєв Володимир Борисович, радянський і російський актор театру та кіно, театральний педагог, професор.
- 27 червня — Хмельницький Борис Олексійович, російський радянський актор театру і кіно (пом. 2008).
- 28 червня — Фінн Павло Костянтинович, радянський і російський кіносценарист, актор.
- 11 липня — Тищенко Любов Григорівна, радянська і російська кіноакторка.
- 13 липня — Патрік Стюарт, британський актор театру, кіно і телебачення.
- 17 липня — Назарова Олександра Іванівна, радянська і російська акторка театру і кіно.
- 28 липня — Колін Гіггінс, американський драматург, кінорежисер, сценарист і продюсер.
- 29 липня — Вітаутас Ромульдас Томкус, литовський актор.
- 16 серпня — Брюс Бересфорд, австралійський кінорежисер, лауреат премії Оскар (1989).
- 18 серпня — Соколова Галина Михайлівна, радянська і російська акторка театру і кіно, режисерка.
- 28 серпня — Філіпп Леотар, французький театральний та кіноактор, шансоньє.
- 2 вересня — Степаненко Віктор Миколайович, український актор.
- 11 вересня — Браян Де Пальма, американський кінорежисер, сценарист і продюсер.
- 17 вересня — Лорелла де Лука, італійська акторка.
- 26 вересня — Максакова Людмила Василівна, російська акторка.
- 5 жовтня:
  - Мілена Дравич, сербська акторка.
  - Віктор Павлов, радянський і російський актор театру і кіно.
- 6 жовтня — Юозас Будрайтіс, радянський і литовський актор театру та кіно.
- 9 жовтня — Носик Валерій Бенедиктович, радянський і російський актор театру і кіно.
- 14 жовтня — Сердюк Лесь Олександрович, український актор.
- 6 листопада — Алла Сурикова, радянська і російська кінорежисерка і сценаристка, народна артистка Росії.
- 15 листопада — Сем Вотерстон, американський актор кіно і телебачення.
- 17 листопада — Чорнолих Владислав Володимирович, український кінорежисер.
- 27 листопада:
  - Брюс Лі, гонконзький та американський кіноактор, майстер бойових мистецтв.
  - Козак Богдан Миколайович, український актор і режисер.
- 24 грудня — Соколова Ірина Леонідівна, радянська, російська акторка театру і кіно.

### Померли
- 4 січня — Флора Фінч, американська акторка театру та кіно британського походження.
- 21 січня — Отіс Герлан, американський актор.
- 25 січня — Джон Ренд, американський актор (нар. 1871).
- 29 лютого — Джозеф Свікард, актор театру і кіно німецького походження.
- 13 червня — Джордж Фіцморіс, американський продюсер і режисер.
- 3 грудня — К. Генрі Ґордон, американський актор.